# Kecamatan Cilamaya
Kecamatan Cilamaya är ett distrikt i Indonesien.   Det ligger i kabupatenet Kabupaten Karawang och provinsen Jawa Barat, i den västra delen av landet, 80 km öster om huvudstaden Jakarta.